# Kup europskih prvaka u rukometu 1977./78.
Ovo je 18. izdanje Kupa europskih prvaka u rukometu. Sudjelovale su 24 momčadi. Nakon dva kruga izbacivanja igrale su se četvrtzavršnica, poluzavršnica i završnica. Hrvatski klub Partizan iz Bjelovara nastupao je za Jugoslaviju, a ispao je u drugom krugu od SC Magdeburga (23:33, 28:21). Završnica se igrala u Magdeburgu ().

## Turnir

### Poluzavršnica
- Honved Budimpešta -  SC Magdeburg 21:22, 17:19
- CB Calpisa -  WKS Slask Wroclaw 18:20, 21:32

### Završnica
- SC Magdeburg -  WKS Slask Wroclaw 28:22

- europski prvak:  SC Magdeburg (prvi naslov)